# Cerocoma bernhaueri
Cerocoma bernhaueri is een keversoort uit de familie van oliekevers (Meloidae). De wetenschappelijke naam van de soort is voor het eerst geldig gepubliceerd in 1977 door Pardo Alcaide.